# Studio Colorido
Studio Colorido Co.,Ltd. (株式会社スタジオコロリド, Kabushiki gaisha Sutajio Kororido) est un studio d'animation japonaise situé à Musashino dans la préfecture de Tokyo, au Japon.

## Histoire
La société a été créée par le producteur Hideo Uda en 2011. Le studio suit le principe de « faire un lieu où les personnes impliquées dans les anime peuvent continuer à travailler en paix et à contribuer au développement de la culture de l'animation japonaise »,. Le « Colorido » dans le nom du studio se traduit par « riche en couleurs » en portugais,.
La société a conclu un partenariat commercial avec la société Twin Engine et est devenue une filiale du réseau, le PDG de Twin Engine Kōji Yamamoto devenant le co-président du conseil d'administration.

## Productions

### Films d'animation
| Année | Titre                                                       | Date de sortie    | Notes |
| ----- | ----------------------------------------------------------- | ----------------- | --- |
| 2013  | Shashinkan                                                  | 13 octobre 2013   | Projet original réalisé et écrit par Takashi Nakamura ; coproduite avec Mode Films,.                                                                               |
| 2013  | Hinata no Aoshigure (ja)                                    | 13 octobre 2013   | Projet original réalisé et écrit par Hiroyasu Ishida ; coproduite avec Mode Films,.                                                                                |
| 2015  | Le Typhon de Noruda (Taifū no Noruda)                       | 5 juin 2015       | Projet original réalisé par Yōjirō Arai. |
| 2018  | Le Mystère des pingouins (Pengin Haiwei)                    | 17 août 2018      | Basé sur Penguin Highway, le roman de science fantasy de Tomihiko Morimi et réalisé par Hiroyasu Ishida.                                                           |
| 2020  | Loin de moi, près de toi (Nakitai watashi wa neko o kaburu) | 5 juin 2020       | Projet réalisé par Jun'ichi Satō et Tomotaka Shibayama et écrit par Mari Okada.                                                                                    |
| 2020  | Burn the Witch                                              | 2 octobre 2020    | Réalisé par Tatsuro Kawano, le film est adapté de la série manga de Tite Kubo parue dans le Weekly Shōnen Jump à partir de 2018 et basée sur l'univers de Bleach,. |
| 2022  | Les Murs vagabonds (Ame wo Tsugeru Hyôryû Danchi)           | 16 septembre 2022 | Réalisé par Hiroyasu Ishida, ce film est sorti directement sur Netflix.                                                                                            |
| 2023  | Burn the Witch #0.8                                         | 29 décembre 2023  | Réalisé par Tatsuro Kawano, le film est le prologue de Burn the Witch et adaptation du one shot de 2018.                                                           |
| 2024  | Mon oni à moi (Suki demo Kirai na Amanojaku)                | 24 mai 2024       | Réalisé par Tomotaka Shibayama. |

### ONA
| Année | Titre                                | Date(s) de sortie                    | Notes |
| ----- | ------------------------------------ | ------------------------------------ | --- |
| 2013  | Control Bear [WONDER GARDEN]         | 18 octobre 2013                      | Court-métrage basé sur une idée originale de Nagatake Uehara et réalisé par Yōjirō Arai. |
| 2014  | Poulette no Isu                      | 21 mars 2014                         | Court-métrage réalisé par Hiroyasu Ishida pour les 10 ans du programme noitaminA. |
| 2014  | Fastening Days                       | 29 octobre 2014                      | Court-métrage réalisé par Hiroyasu Ishida dans un cadre promotionnel pour YKK en collaboration avec Perfume. |
| 2015  | Nameko Ichiba Tokyo honten Nameko PV | 23 janvier 2015                      | Double spots publicitaires pour le magasin de Nameko Ichiba à Tokyo. |
| 2015  | Bubu & Bubulina                      | 14 août 2015                         | Court-métrage réalisé par Takashi Nakamura à l'occasion du Japan Animator Expo (ja). |
| 2016  | Mirai no Watashi-hen                 | 16 mars 2016                         | Court-métrage pour la campagne de recrutement de McDonald's avec la participation des AKB48. |
| 2016  | Kandō e.                             | 6 juillet 2016                       | Vidéo promotionnelle pour le jeu mobile Valhait Rising développé par Bandai Namco Online. |
| 2016  | Fastening Days 2                     | 31 juillet 2016                      | Suite de Fastening Days. |
| 2016  | Go for 2020                          | septembre 2016                       | Court-métrage réalisé par Shibayama Tomotaka pour la campagne Nihonbashi City Dressing for Tokyo 2020 de la société Mitsui Fudosan.                                                                               |
| 2017  | Mirai no Watashi-hen                 | 27 avril 2017                        | Second court-métrage pour la campagne de recrutement de McDonald's avec la participation des AKB48. |
| 2017  | Fastening Days 3                     | 5 septembre 2017 - 19 septembre 2017 | Suite de Fastening Days 2 ; série de 3 courts épisodes. |
| 2018  | Susume, Karolina                     | 14 juin 2018                         | Court-métrage promotionnelle pour Otsuka Pharmaceutical,. |
| 2019  | Fastening Days 3                     | 5 septembre 2019 - 19 septembre 2019 | Suite de Fastening Days 3 ; série de 3 courts épisodes. |
| 2020  | Pokémon : Ailes du crépuscule        | 15 janvier 2020 - 15 juillet 2020    | Série de sept courts épisodes réalisée par Shingo Yamashita et basée sur Pokémon Épée et Bouclier. |
| 2021  | Star Wars: Visions                   | 22 septembre 2021                    | Série dérivée de la saga Star Wars ; 9 épisodes réalisés par Science Saru, Kinema Citrus, Trigger, Colorido, Geno Studio, Kamikaze Douga et Production I.G. L'épisode réalisé par Colorido est Tatooine Rhapsody. |

### Autres
- Série de publicités télévisées pour Marukome, Ryōtei no aji (ja) :
  - Tappuri o toku: Haha to musuko-hen (たっぷりお徳　母と息子篇?) (avril 2014[32])
  - Tappuri o toku: Tanshin funin-hen (たっぷりお徳 単身赴任篇?) (octobre 2014[33])
  - Kappu misoshiru: Yashoku-hen (カップみそ汁 夜食篇?) (février 2015[34])
- Série de publicités télévisées pour le jeu vidéo Puzzle & Dragons développé par GungHo Online Entertainment :
  - Tenkōsei-hen (転校生篇?) (octobre 2015[35])
  - Fuyu no seishun-hen (冬の青春篇?) (janvier 2016[36])